# Crepis capillaris var. agrestis
Crepis capillaris subsp. agrestis é uma variedade de planta com flor pertencente à família Asteraceae. 
A autoridade científica da variedade é (Waldst. & Kit.) Dalla Torre & Sarnth..

## Portugal
Trata-se de uma variedade presente no território português, nomeadamente no Arquipélago dos Açores.
Em termos de naturalidade é introduzida na região atrás indicada.

## Protecção
Não se encontra protegida por legislação portuguesa ou da Comunidade Europeia.